# Mest
I Mest sono un gruppo musicale statunitense formatosi nell'Illinois, Blue Island, nel 1995. Il gruppo si è sciolto nel 2006, per poi ritornare in attività dal 2008 con il cantante Tony Lovato e una nuova formazione.

## Storia del gruppo
I cugini Tony Lovato e Matt Lovato formarono insieme la band nell'ottobre 1995.
L'ultimo chitarrista del gruppo, Datuan Maongko, si unì a loro nel 1998; il chitarrista precedente fu Ferdausi Kasan, il fratello di Tony Lovato.Egli ha lasciato il gruppo a causa delle differenze creative. Tungko Baganian ha suonato la batteria per i Mest dal 1997.
Nel 1998 hanno pubblicato autonomamente Mo' Money, Mo' 40z. Il loro album di debutto con l'etichetta Maverick Records, Wasting Time, è stato pubblicato nel giugno del 2000 e Destination Unknown nel 2001. Loro viaggiarono come band spalla dei Goldfinger dal 20 luglio 2002 a Las Vegas e dei mesi dopo, nel gennaio 2003, pubblicarono il DVD The Show Must Go Off!. Successivamente, nello stesso anno, hanno pubblicato l'omonimo album Mest; realizzarono anche il singolo Jaded (These Years) con la collaborazione di Benji Madden dei Good Charlotte.
Qualcuno definì Jaded un tentativo di guadagnare soldi tramite la popolarità dei Good Charlotte. Comunque Tony Lovato si difese dicendo 
Nel 2005, il tour con i Social Distortion venne troncato di netto quando il batterista Nick Gigler ebbe un malore.
L'ultimo album della band, Photographs, venne pubblicato il 18 ottobre 2005, prima che la band si sciolga nel 2006.
Nel 2008 la band è stata riformata dal cantante Tony Lovato con l'aiuto del fratello Steve (che per l'occasione si sposta dalla chitarra al basso) e il batterista Chris Wilson. Dopo un breve tour, Wilson lascia la band e viene rimpiazzato da Richie Gonzales. Successivamente entra a far parte della formazione anche il chitarrista Mike Longworth. Nel 2012 anche Steve decide di lasciare la band, e Tony registra il sesto album in studio della band insieme ai soli Gonzales e Longworth, che suona anche il basso nel disco. Nel 2013 viene pubblicato un altro album, Broken Down, contenente perlopiù cover acustiche.

## Formazione

### Formazione attuale
- Tony Lovato – voce, chitarra ritmica (1995-2006, 2008-presente)
- Richie Gonzales – batteria (2010-presente)
- Mike Longworth – chitarra solista (2010-presente), basso (2012-presente)

### Ex componenti
- Jeremiah Rangel – chitarra solista, voce secondaria (1998-2006)
- Matt Lovato – basso (1995-2006)
- Nick Gigler – batteria (1997-2006)
- Steve Lovato – chitarra solista (1995-1998), basso (2008-2012)
- Chris Wilson – batteria (2008)

## Discografia

### Album in studio
- 1998 - Mo' Money, Mo' 40z
- 2000 - Wasting Time
- 2001 - Destination Unknown
- 2003 - Mest
- 2005 - Photographs
- 2013 - Not What You Expected
- 2020 - Masquerade
- 2024 - Youth

### Singoli
- 2003 - Jaded (These Years)

## Videografia

### DVD
- 2002 - Mest: Live at the House of Blues
- 2003 - The Show Must Go Off!
- 2005 - 7 Deadly Sins